# National Portrait Gallery (Royaume-Uni)
Pour les articles homonymes, voir National Portrait Gallery.
Ne doit pas être confondu avec National Gallery.
La National Portrait Gallery, parfois abrégé NPG, est un musée d'art ouvert en 1856 et situé dans le centre de Londres.
Il abrite les portraits d'importants personnages historiques britanniques, sélectionnés non en fonction de leurs auteurs mais de la notoriété de la personne représentée. Les collections comprennent des peintures, des gravures, des photographies, des caricatures, des dessins et des sculptures.

## Historique
En mars 2019, le musée met un terme au sponsoring de la famille Sackler  impliquée dans un scandale sanitaire de grande ampleur.

## Collections
Tous les portraits ne sont pas exceptionnels d'un point de vue artistique, bien que certains soient de remarquables autoportraits tels que ceux de William Hogarth, Joshua Reynolds ou d'autres artistes britanniques de renom. Certaines œuvres, comme le portrait de groupe des participants à la conférence de Somerset House en 1604, ont par ailleurs une valeur historique.
On y trouve également un grand nombre de portraits réalisés par Antoine van Dyck, dont : 
- Autoportrait, vers 1640 ;
- Portrait d'Edmund Verney, vers 1640 ;
- Edward Littleton, baron Littleton.

De nombreux portraits gravés sont conservés à la National Portrait Gallery, grâce à l'éditeur et marchand d'estampes Peter Stent, qui a accumulé au XVIIe siècle un grand nombre d'estampes, parmi lesquelles des portraits qui ont servi à illustrer des dictionnaires biographiques d'artistes anglais, comme le Biographical History of England … [with a] Catalogue of Engraved British Heads de James Granger (en) (1769),.
Les pièces exposées sont parfois davantage des curiosités que de véritables œuvres d'art : ainsi de la représentation anamorphique du roi Édouard VI d'Angleterre, du portrait des sœurs Charlotte, Emily et Anne Brontë par leur frère Branwell, ou de la sculpture de la reine Victoria et du prince Albert en costumes médiévaux.
Les portraits de personnalités vivantes furent autorisés en 1969.
Le premier portrait officiel de Catherine Middleton, duchesse de Cambridge, a été dévoilé le vendredi 11 janvier 2013 à la National Portrait Gallery. Réalisé par Paul Emsley (en), il présente Kate au naturel, avec des boucles d'oreilles et une robe bleu pétrole.

Portraits par Antoine van Dyck
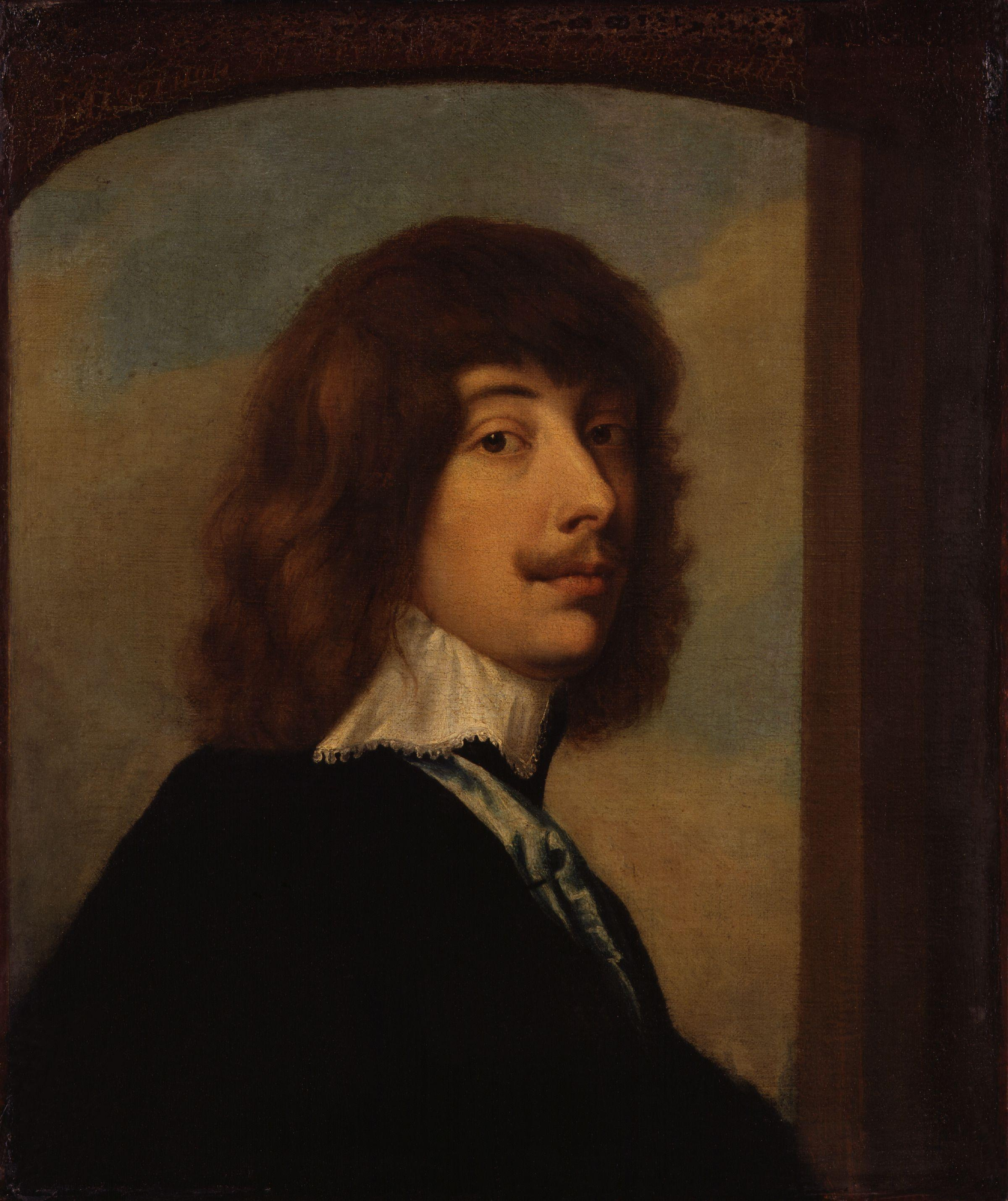
Algernon Percy, 1620-1621
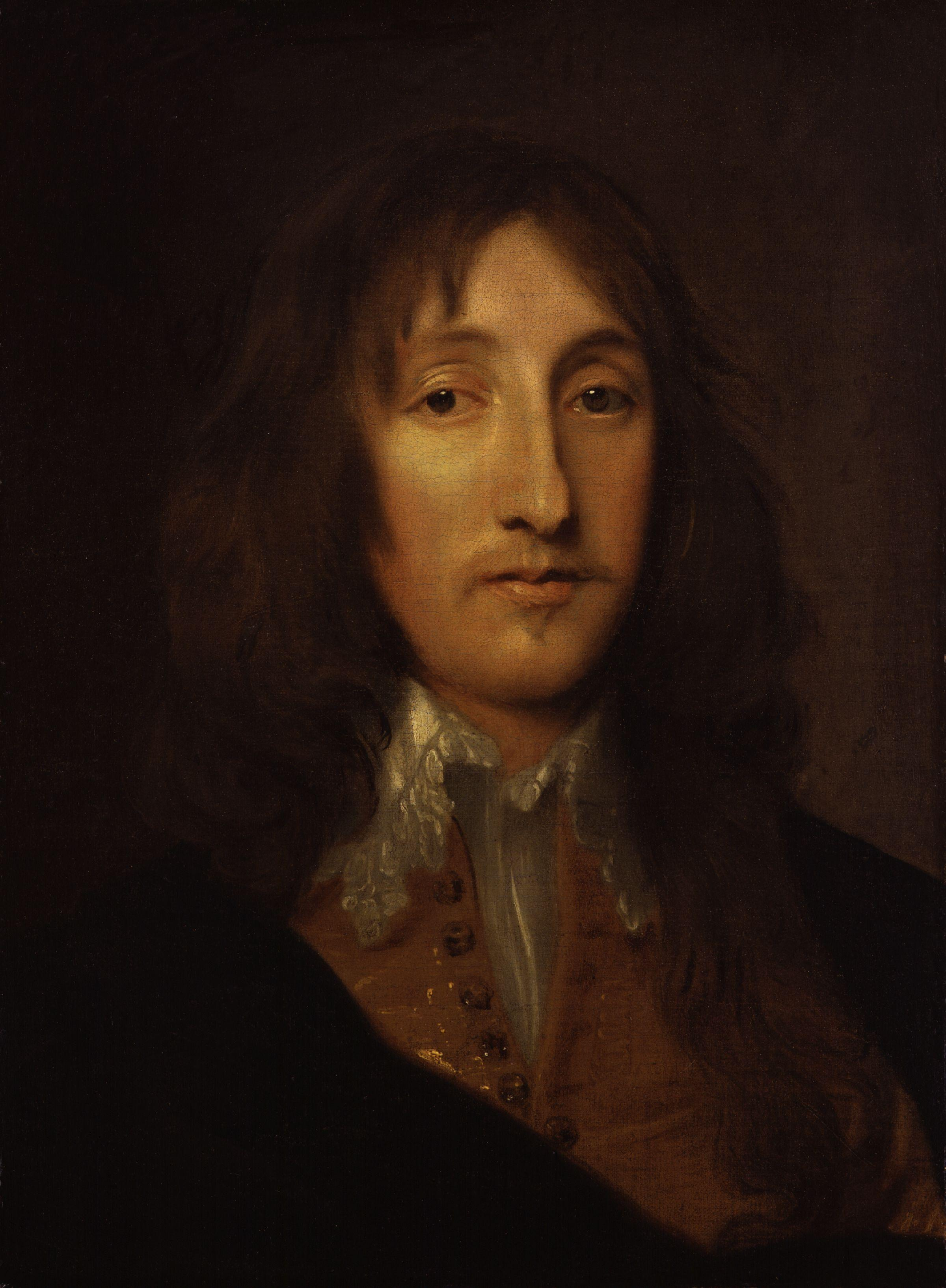
Richard Boyle, 1632
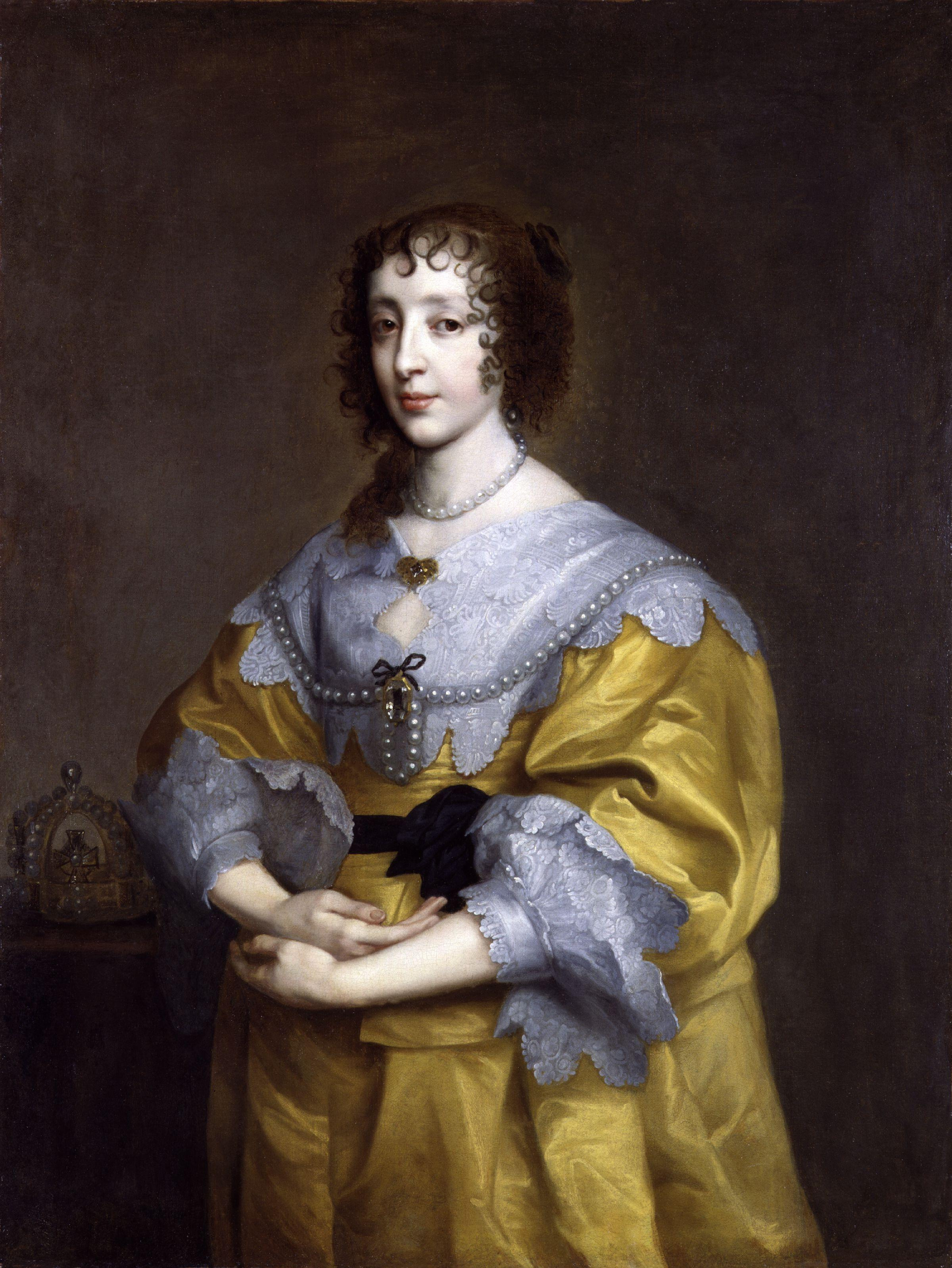
Henriette Marie, 1632-1635
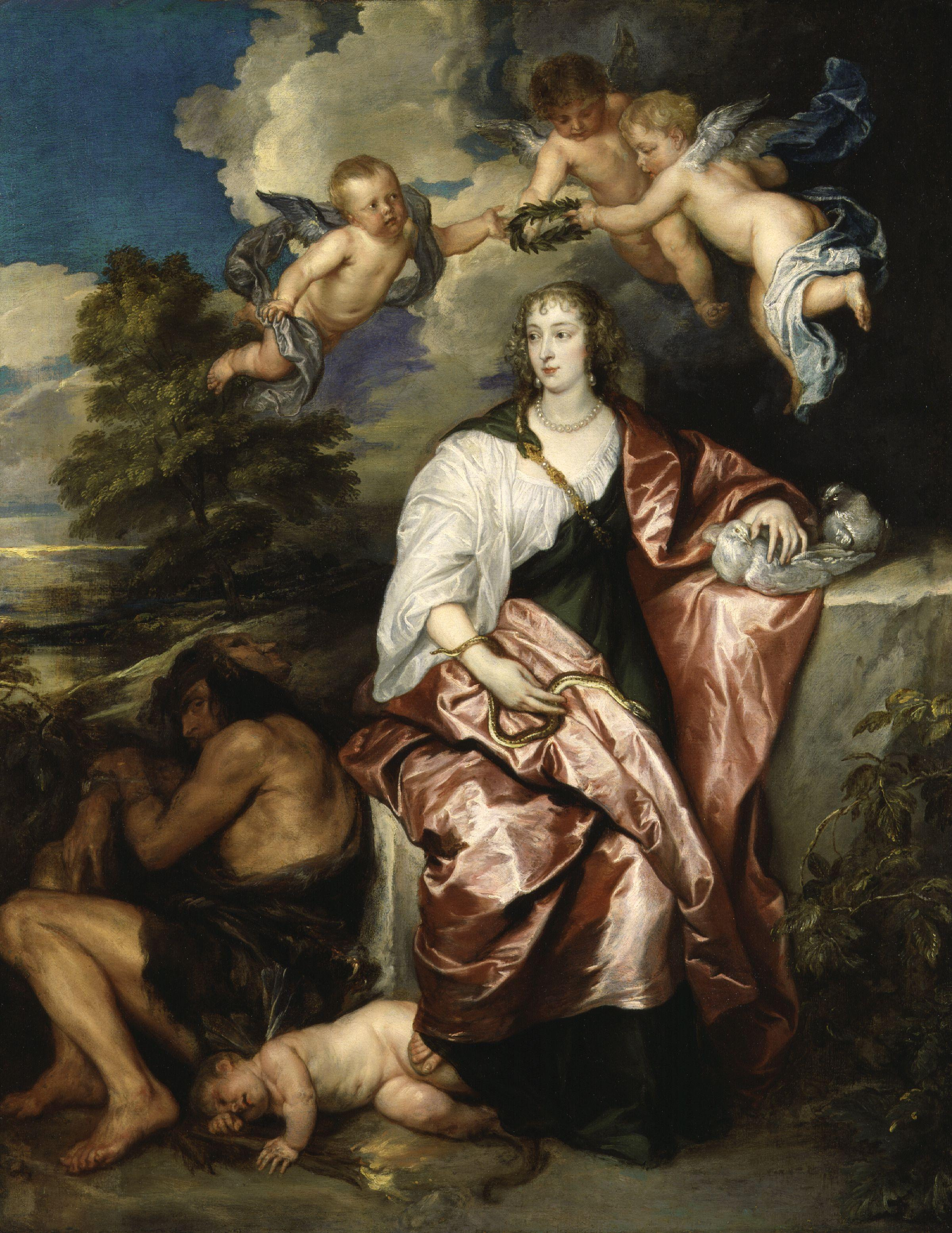
Portrait de Venetia, Lady Digby en Prudence, 1633-1634
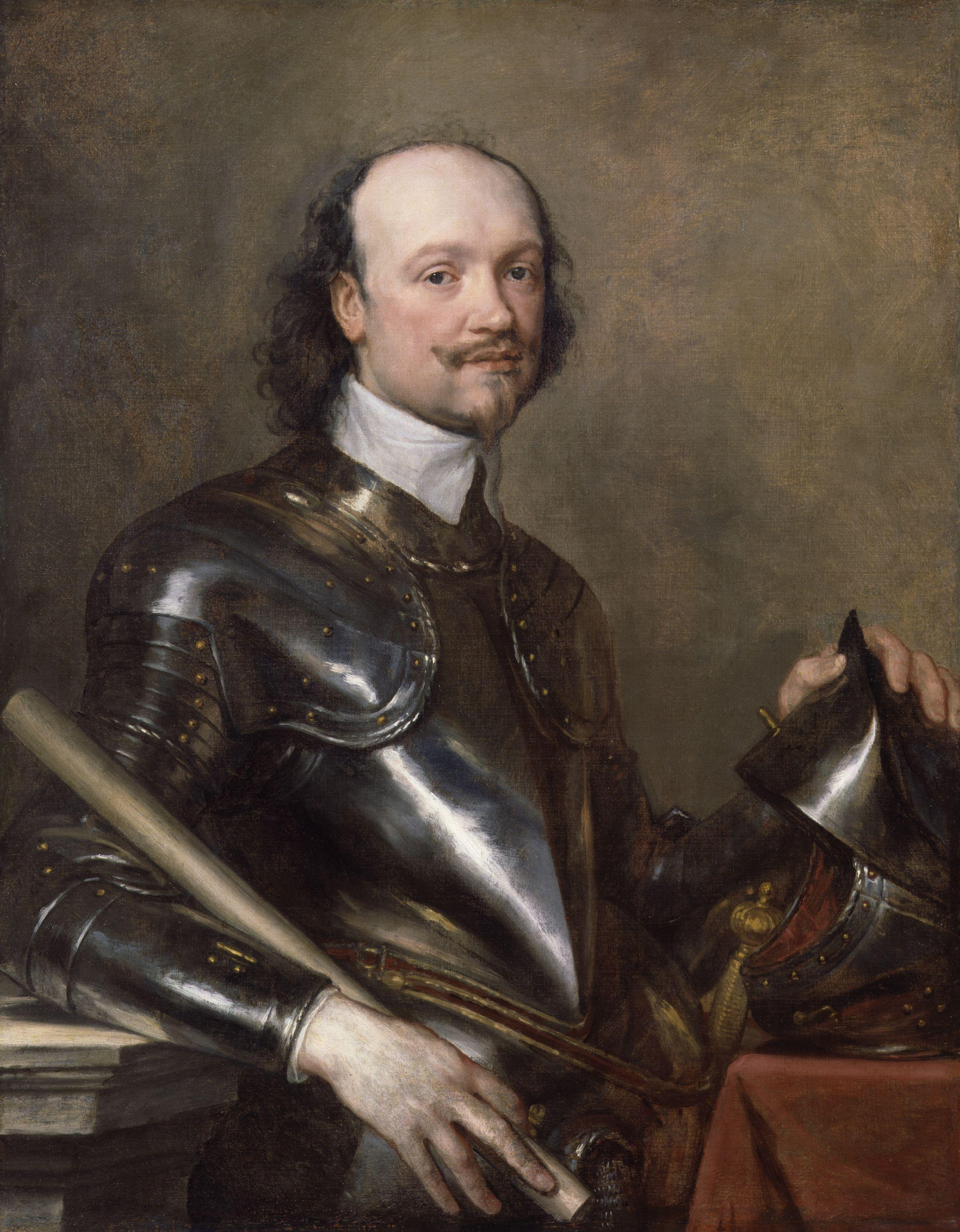
Portrait de Kenelm Digby, vers 1640
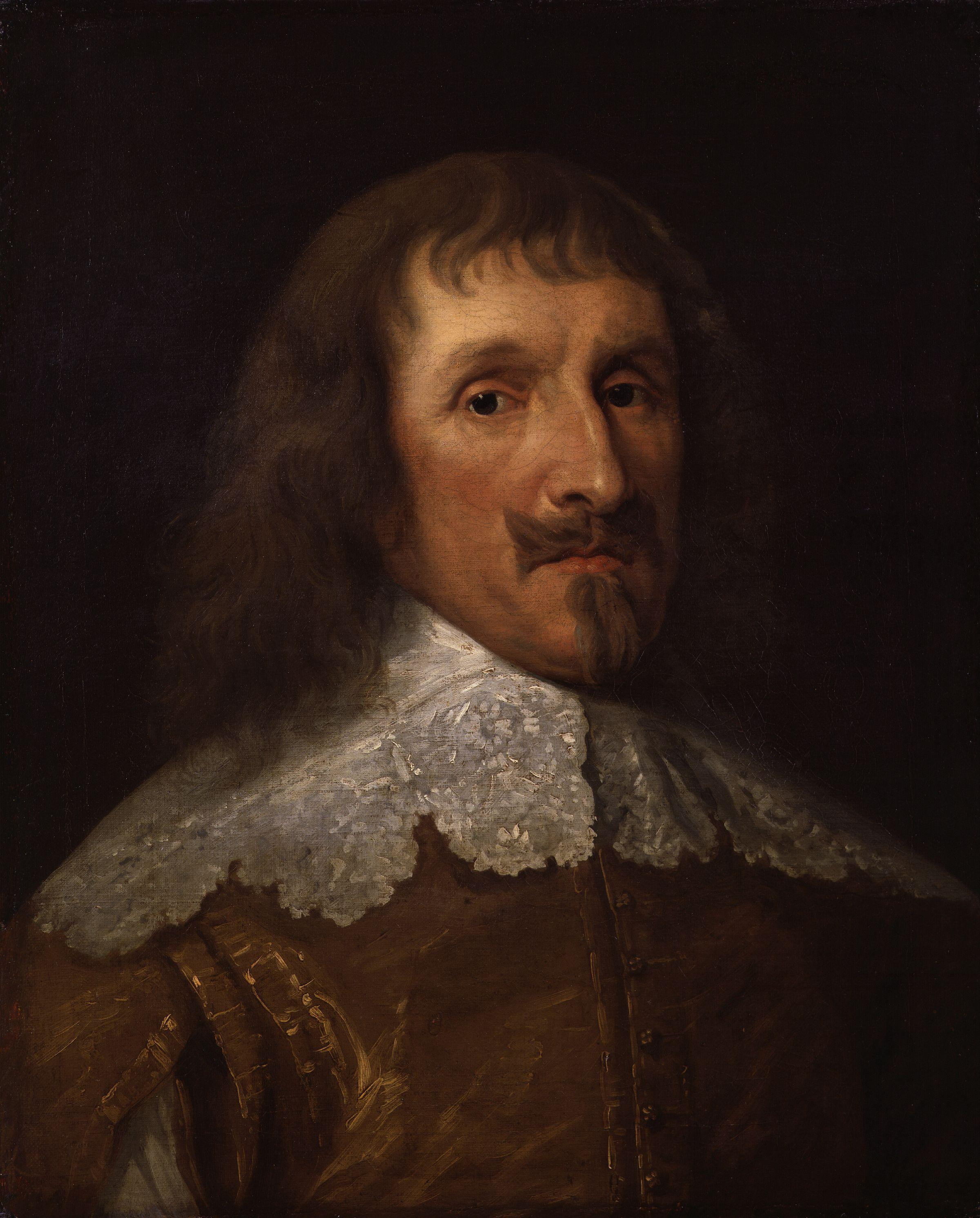
Philip Herbert, vers 1634
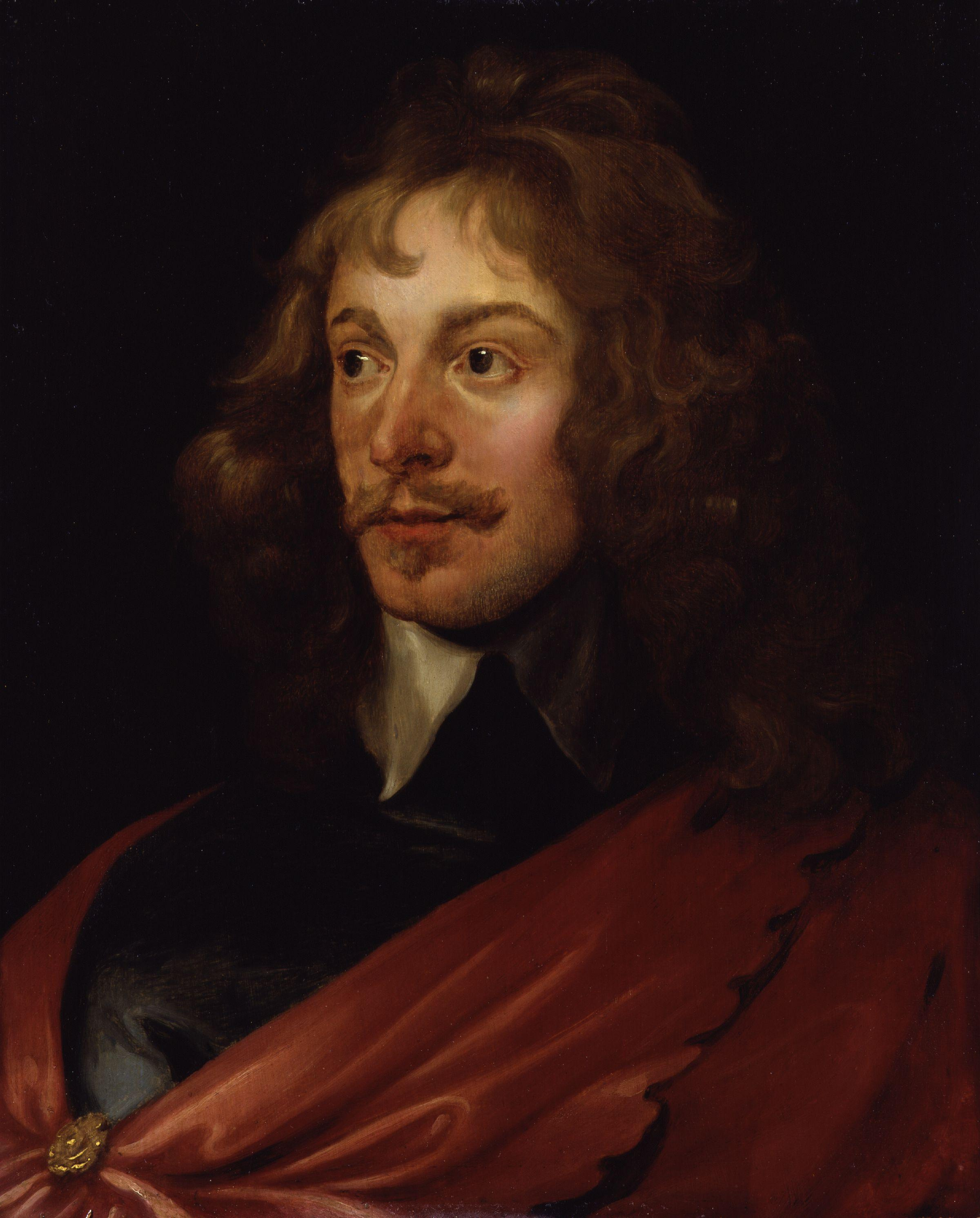
Sir John Suckling
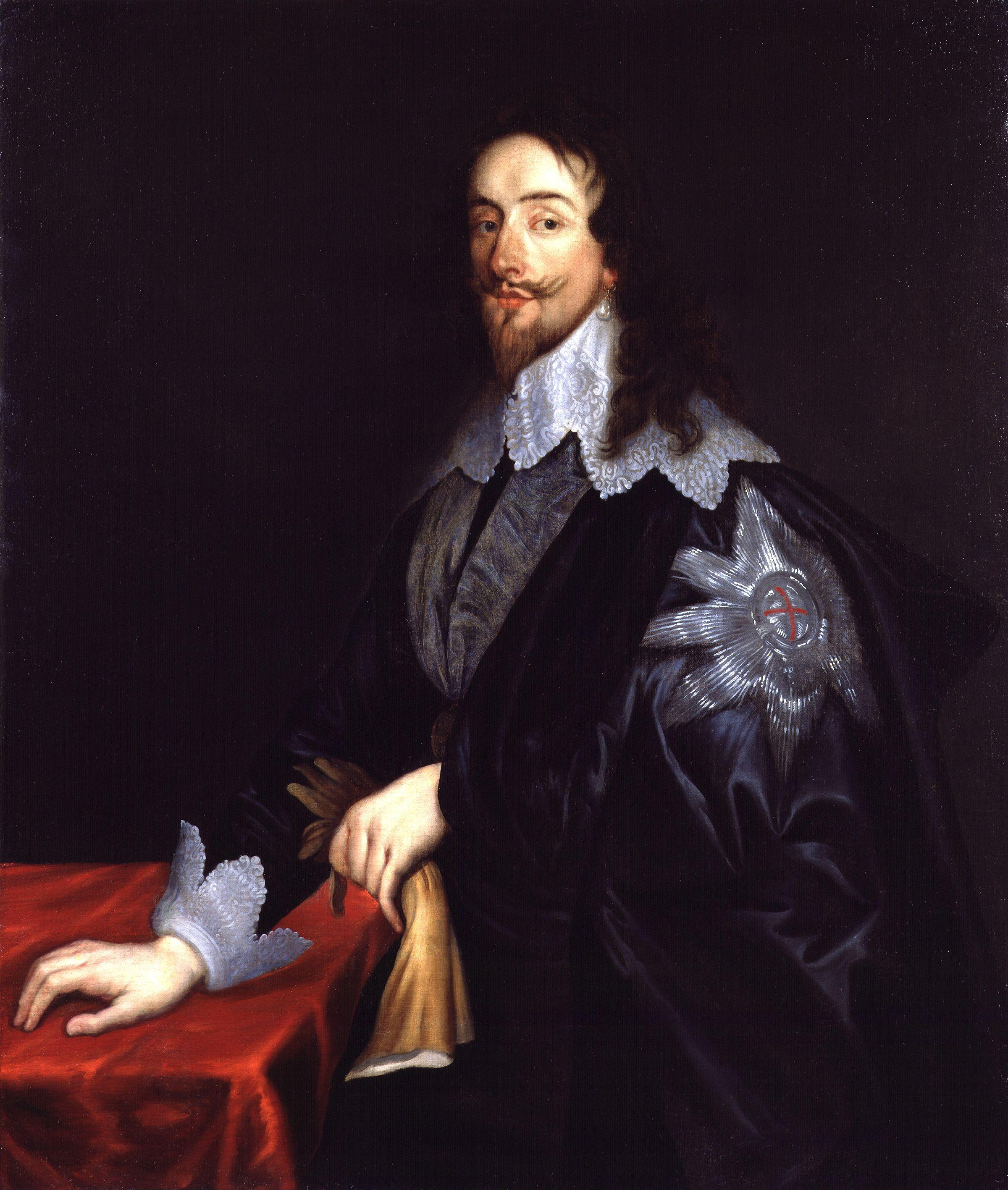
Le Roi Charles Ier, 1635-1636
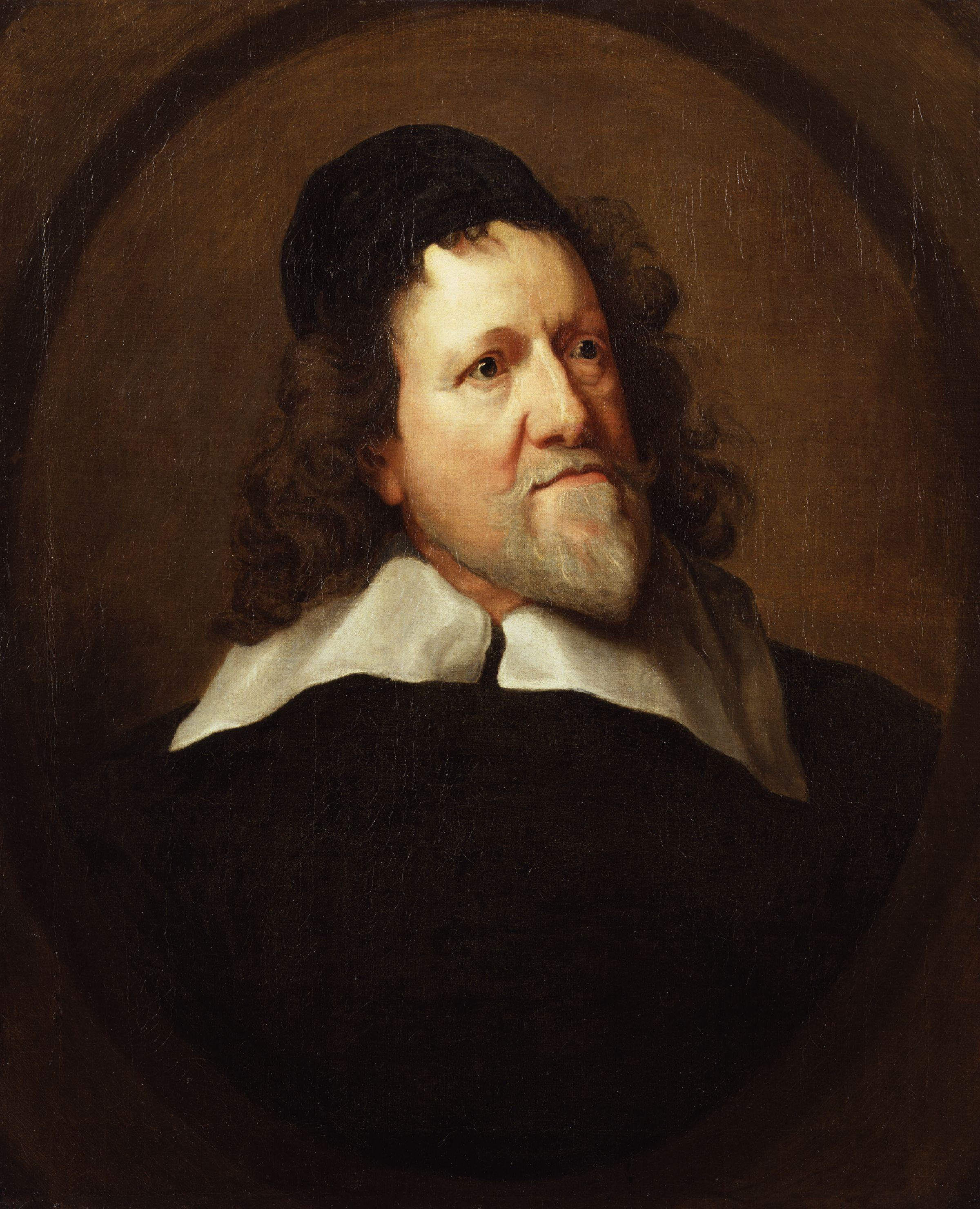
Inigo Jones, 1636
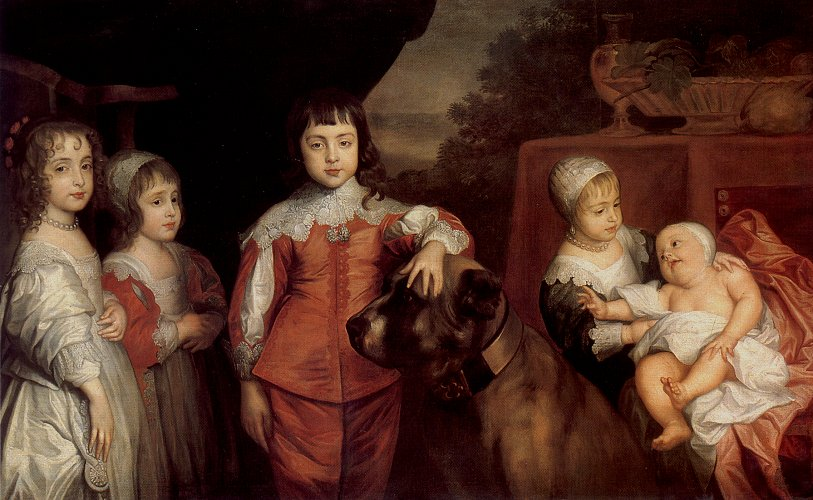
Les Cinq Enfants aînés de Charles Ier Mary, James, Charles, Elizabeth, et Anne, 1637
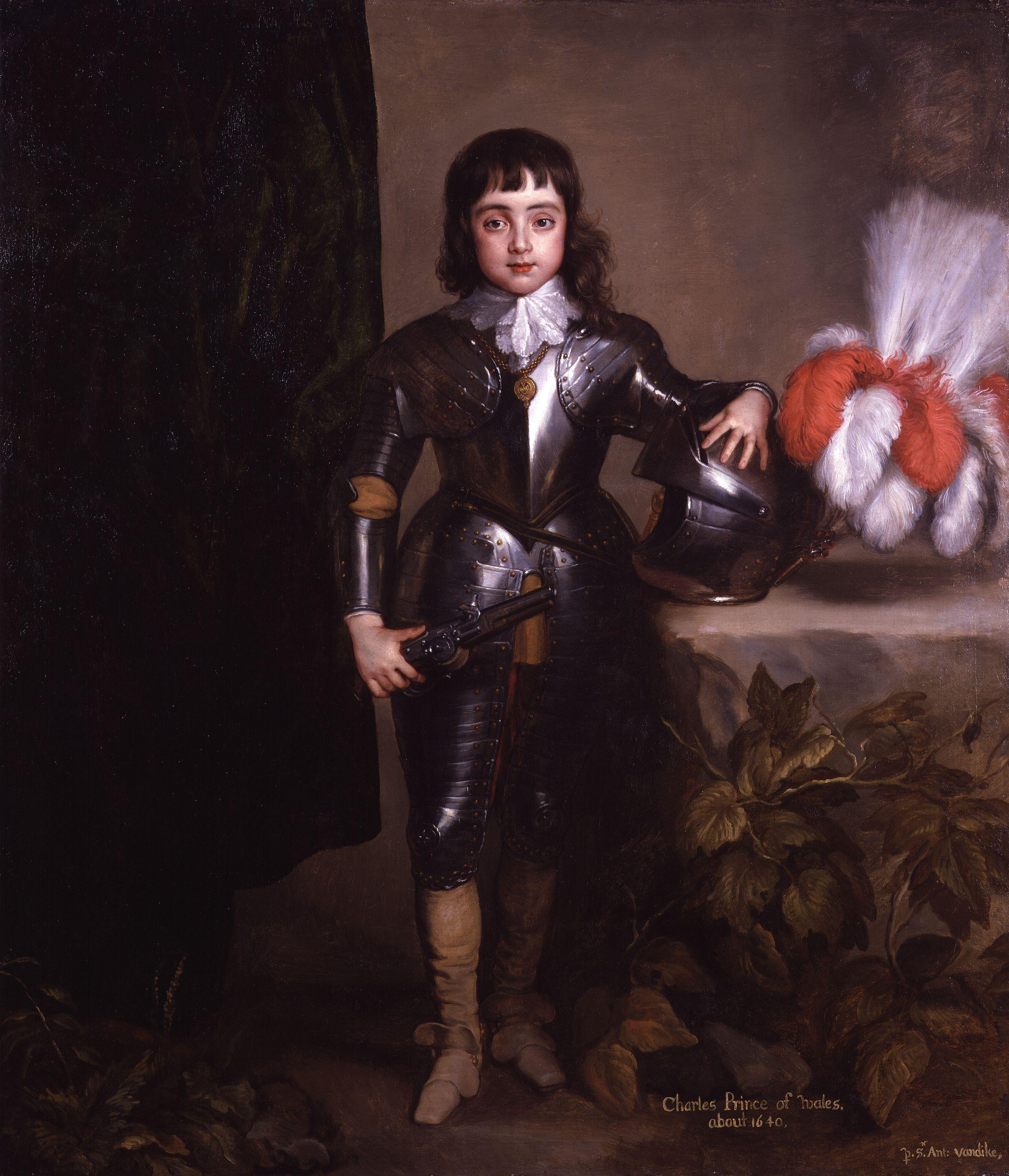
Charles II enfant, vers 1638
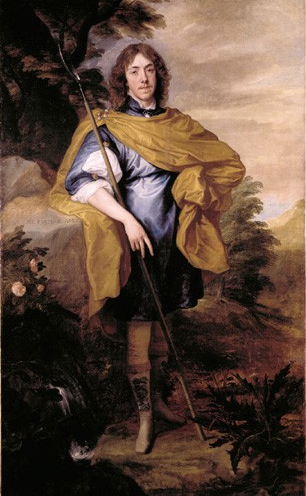
Lord George Stuart, vers 1638
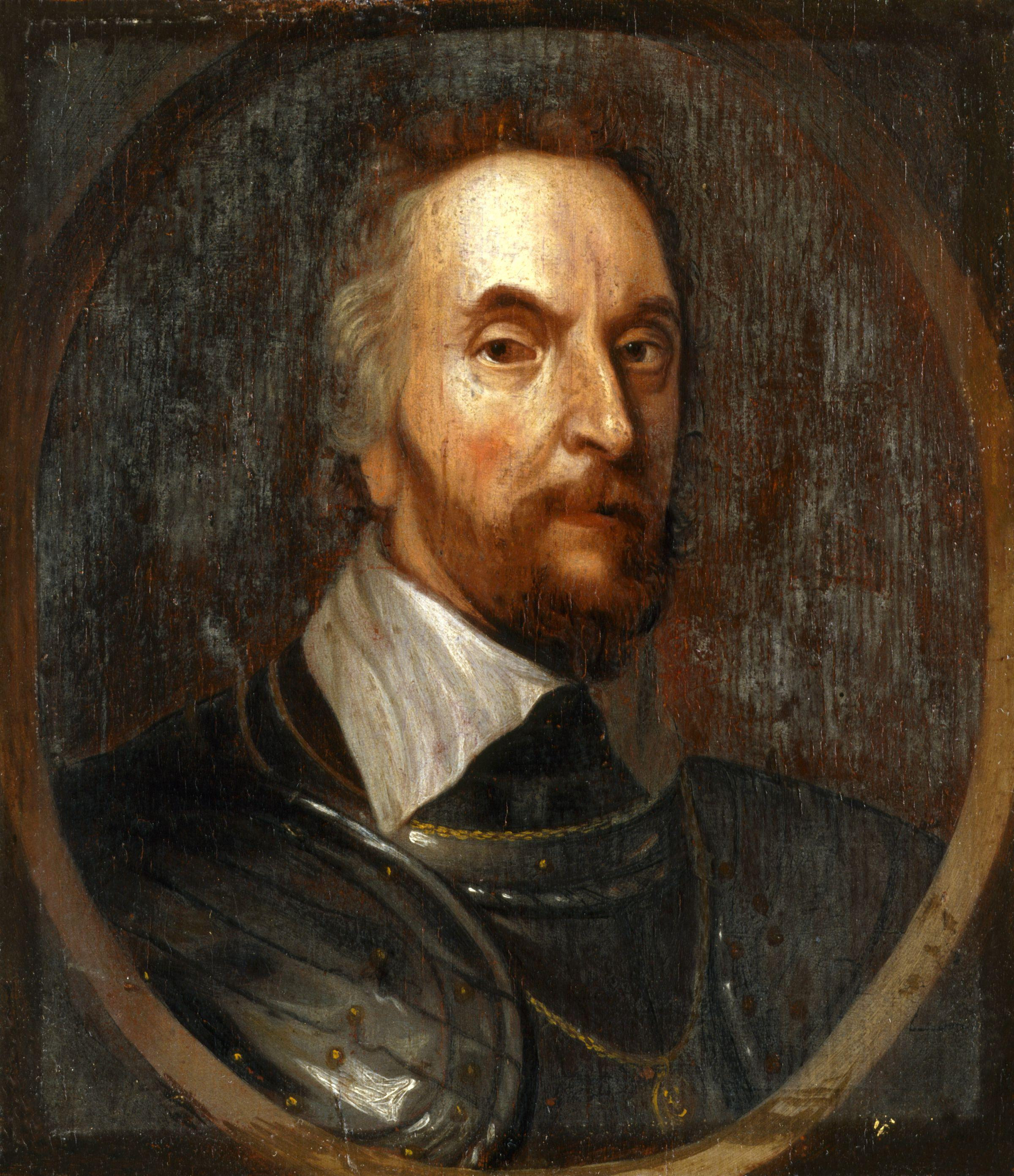
Thomas Howard, comte d'Arundel et de Surrey, 1639
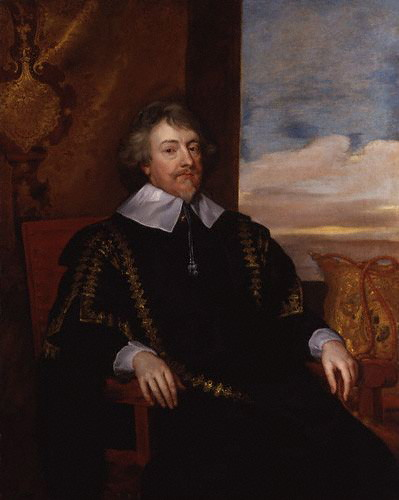
John Finch, vers 1640
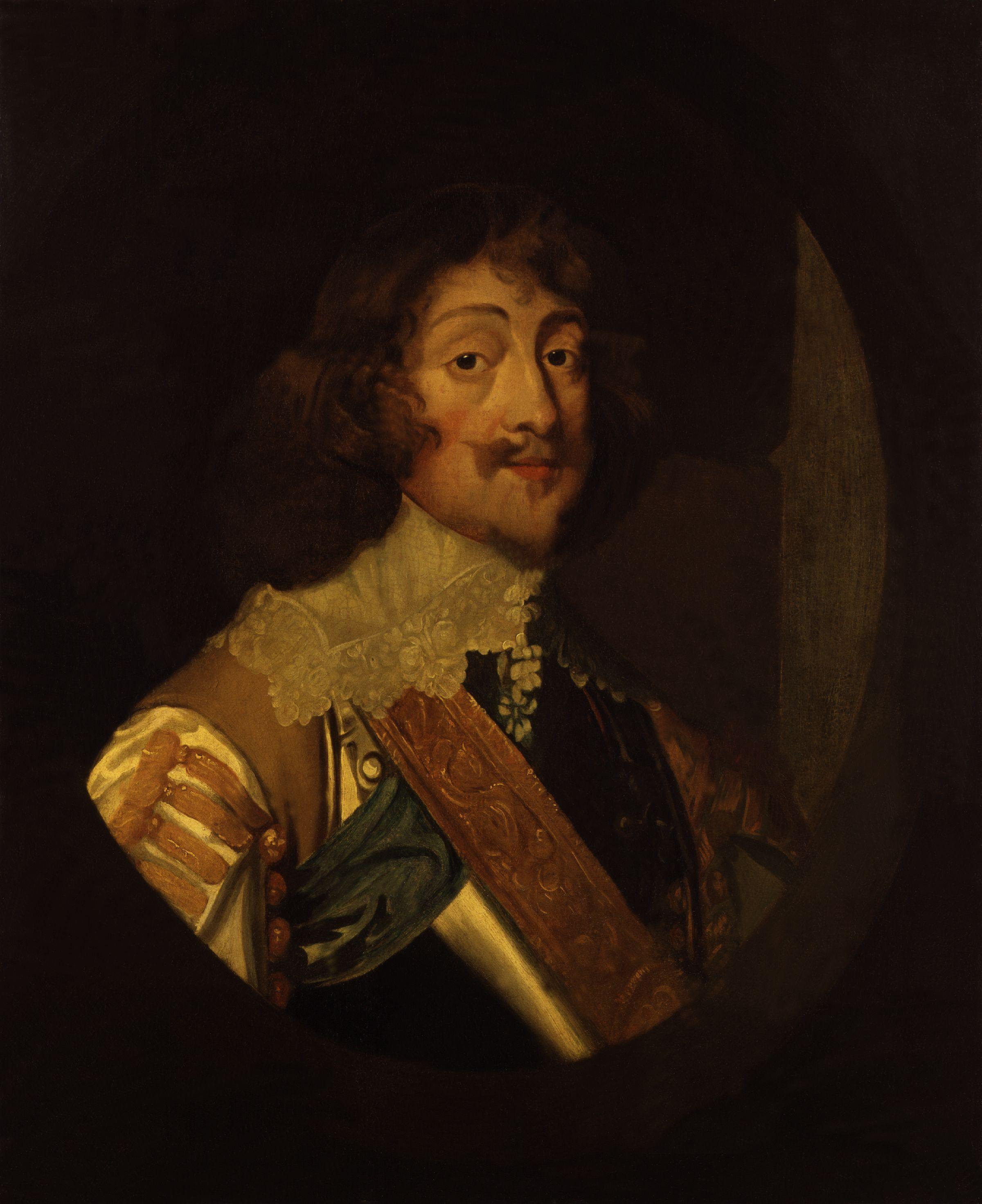
Henry Rich, vers 1640
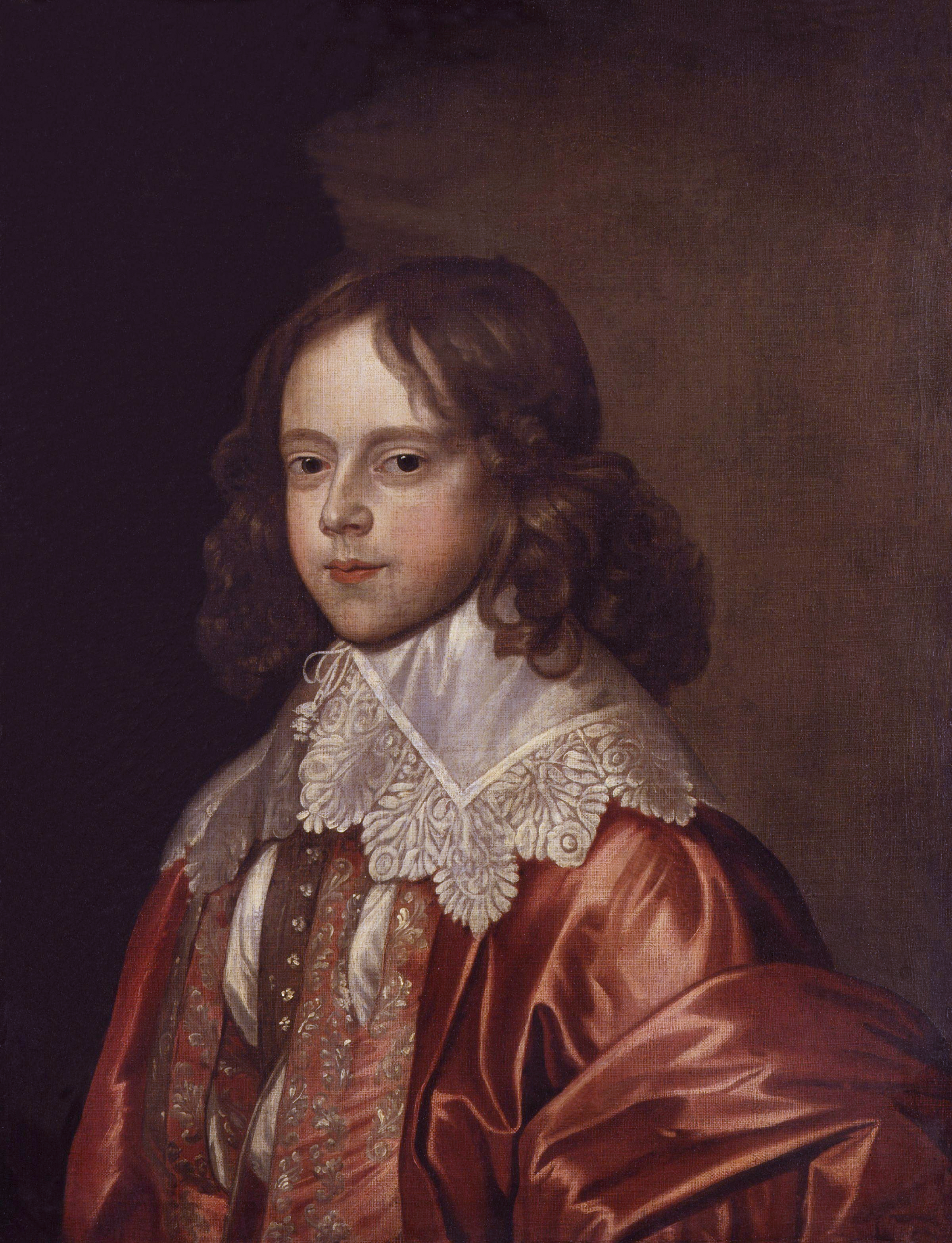
Guillaume II d'Orange-Nassau, 1641